# Smyk (Handelskette)

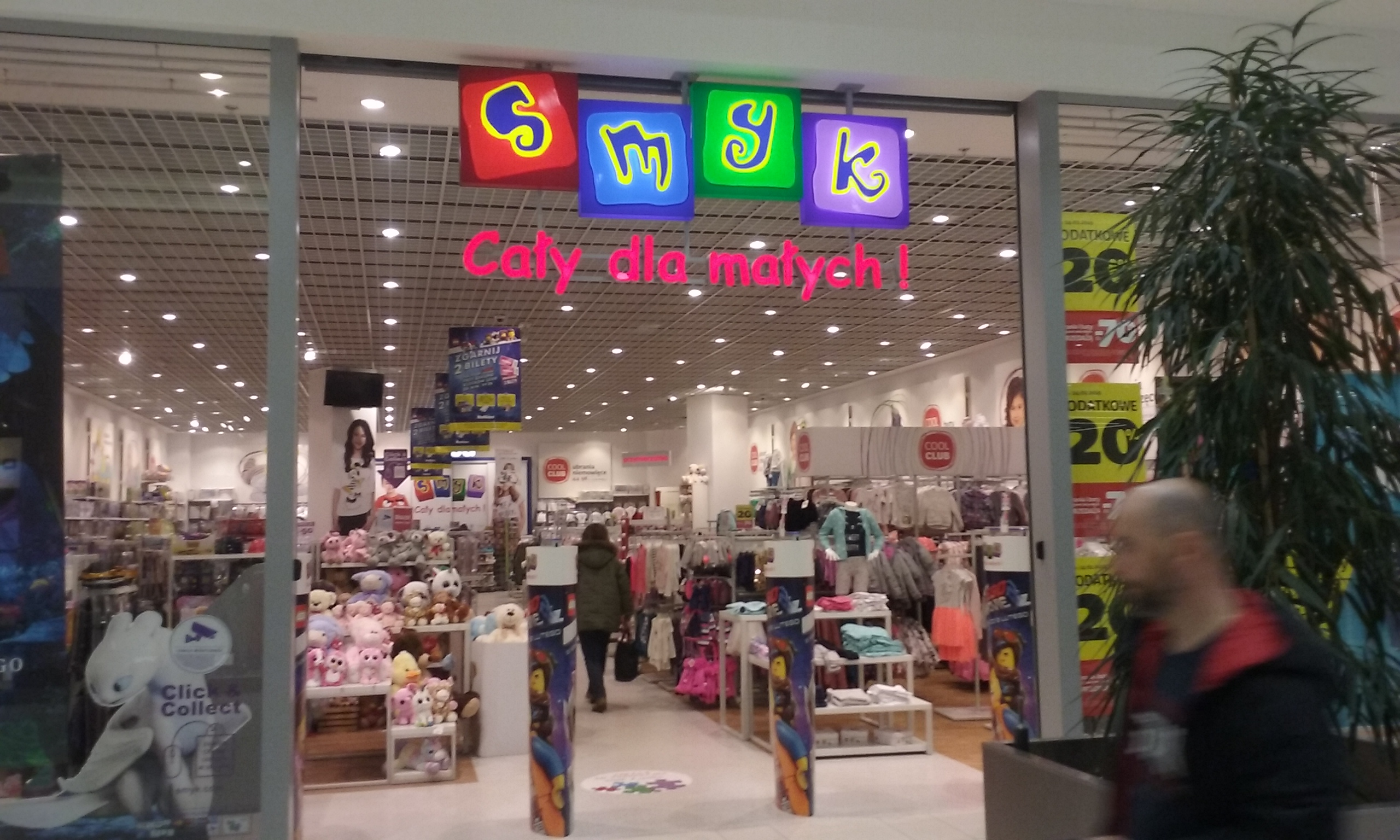
Smyk in Tomaszów Mazowiecki

SMYK Sp. z o.o. ist eine polnische Handelskette von Spielwaren- sowie Babyausstattungsgeschäften mit über 200 Filialen. Im Jahr 2015 wurde ein Umsatz von 1,6 Mrd. Złoty (374 Mio. Euro) erwirtschaftet.

## Geschichte
Die Handelskette entstand 1977, als das erste Warschauer Warenhaus der „CDT“ (Centralny Dom Towarowy)-Gruppe in das Kinderkaufhaus „Smyk“ umgewandelt wurde. Bis zum Jahr 2000 war Smyk Teil der Centrum-Warenhäuser. Nach dem Aufbau der Handelskette in Polen mit damals 35 Filialen wurde die Kette 2004 Teil von NFI Empik Media & Fashion. 2006 begann man ins Ausland zu expandieren; es wurden die ersten Auslandsfilialen in Berlin und Kiew eröffnet. Im Jahr 2008 betrieb das Unternehmen 49 Filialen in Polen, sieben in der Ukraine, jeweils drei in Deutschland und Russland und eine in der Türkei.
2008 erwarb Smyk die Spiele Max AG aus Berlin, die einen Jahresumsatz von 76 Mio. € aufwies. Spiele Max brachte 42 Filialen und 600 Mitarbeiter in die Gruppe ein. Ende 2009 änderte Smyk seine Strategie für Deutschland: Man wollte den deutschen Markt nur noch mit einer Marke bedienen, und dieses sollte Spiele Max sein. Aus diesem Grund gab Smyk seine drei Ladengeschäfte in Berlin an Spiele Max ab. Im Jahr 2013 eröffnete Smyk sein 100. Geschäft in der ul. Chmielna 25 in Warschau. Im August 2017 trennte sich Smyk von Spiele Max. Im Jahr 2019 wurde die 200. Filiale eröffnet.

## Unternehmensstruktur
Das Unternehmen betreibt Filialen in Polen, der Ukraine und Rumänien. Aus der Türkei und Russland hat man sich indes zurückgezogen. Es vertreibt Kleidung für Kinder, Babyzubehör, Schuhe, Bücher und Spielzeug. Es führt sowohl bekannte Marken als auch eigene Hausmarken. In Deutschland war man bis 2017 über die Tochter Spiele Max vertreten.
Eingegliedert war das Unternehmen in die EMPiK Media & Fashion Group, die ihrerseits einen Jahresumsatz von etwa 1,6 Milliarden Złoty (450 Mio. €) mit über 600 Ladengeschäften aufweist. Zu dieser gehören unter anderem 145 Ladengeschäfte von Empik in Polen und der Ukraine, ca. 150 Franchise-Läden, u. a. von Hugo Boss, Esprit und Maratex, sowie 80 Sprachschulen.
Im Januar 2016 übernahm Bridgepoint das Unternehmen für 247 Mio. Euro.